# 祁文傑
祁文傑（英語：David Ki Man Kit，1957年10月28日—)，香港漫畫家。

## 背景
祁文傑生於香港，11歲便認識黃玉郎，因彼此是香港島西灣河大石街鄰居關係而十分熟稔。他早年就讀香港同濟中學，當時18歲的黃玉郎已從事漫畫事業數年，在黃的影響下，祈也對漫畫產生興趣，後當了黃玉郎的助手約兩年多，正式加入玉郎門下，成為黃玉郎的大弟子。
祁氏1972年加入玉郎集團（現改名文化傳信）後，負責龍虎門、醉拳的稿三四張和封面工作，亦負責玉郎AND傑仔漫畫、玉郎電視每週漫畫、趣怪漫畫、其他專欄及插圖工作。後來升任玉郎集團總經理，長期擔任暢銷綜合性玉郎漫畫監製；祁本身作品不多，但每期「玉郎劇場」中黃玉郎的頭即由其繪畫。
後來黃玉郎1991年1月因造假帳罪被判入獄，黃1993年出獄後再創立玉皇朝東山再起，祁亦即時過檔相助，曾任玉皇朝董事兼總經理。1998年與黃決裂。自此，祁文傑便正式離開「玉皇朝」和漫畫界，自資開設畫廊「祁遇記」。

## 個人生活
祁文傑從小就有收集的嗜好，不論是巴士車票、電影戲票、公仔紙，到童軍襟章，都曾是他喜愛的收藏。後來亦開始收集古董和字畫，並常到拍賣會逛逛。在他的藏品中，豐子愷的作品數量為數最多，約有逾百幅珍藏，保守估計總值約五百萬港元。
此外，祁文傑曾有一段婚姻，與前妻育有1女1子。女兒Flora於1979年8月22日出生，而兒子Lap Pong則生於1980年11月25日。

## 個人代表作
- 《趣怪漫畫》，1970年代
- 《祁趣錄》，1980年代
- 《咸趣花生》MAD Peanut，1980年代
- 《MAD情趣花生PEANUT》

## 資料來源
1. 1 2 3 4 5 6  Kevin Sinclair (编).  4. Who's Who in Hong Kong Ltd.、Asianet Information Services Ltd. 1988: 196.
2. 1 2  . 東周網. 2009-06-12  [2012-08-19]. （原始内容存档于2014-05-12）.
3. ↑  . 東方日報. 2011-03-04  [2012-08-19]. （原始内容存档于2011-09-13）.